# Zermelo–Fraenkelova teorija skupova
Zermelo–Fraenkelova teorija skupova (ZF), pojam iz teorije skupova. To je jedna teorija prvog reda. Formule iz teorije ZF gradimo pomoću varijabla, logičkih veznika i kvantifikatora, te dva dvomjesna relacijska simbola, {\displaystyle \in } i {\displaystyle =}. Aksiomi kojima se teorija služi su aksiom rasprostranjenosti, aksiom praznog skupa, aksiom para, aksiom unije, aksiom partitivnog skupa, aksiom izbora, aksiom dobre utemeljenosti i aksiom beskonačnosti.:100 Teorija se zove po Ernstu Zermelu koji je prvi dao prijedlog aksiomatizacije teorije skupova i Abrahamu Fraenkelu koji je precizirao shemu aksioma separacije. Fraenkel i Thoralf Skolem su predložili shemu aksioma zamjene kao još jedan aksiom.:99 Ostalim aksiomima iz ZF pridonijeli su John von Neumann (eksplicirao aksiom dobre utemeljenosti i definirao redne brojeve).:100 Sustav aksioma u ovoj teoriji nije neovisan. Ne promatra se minimalan skup aksioma zato što se ovako može razmatrati više zanimljivih podteorija ZF.:101